# Иж-46

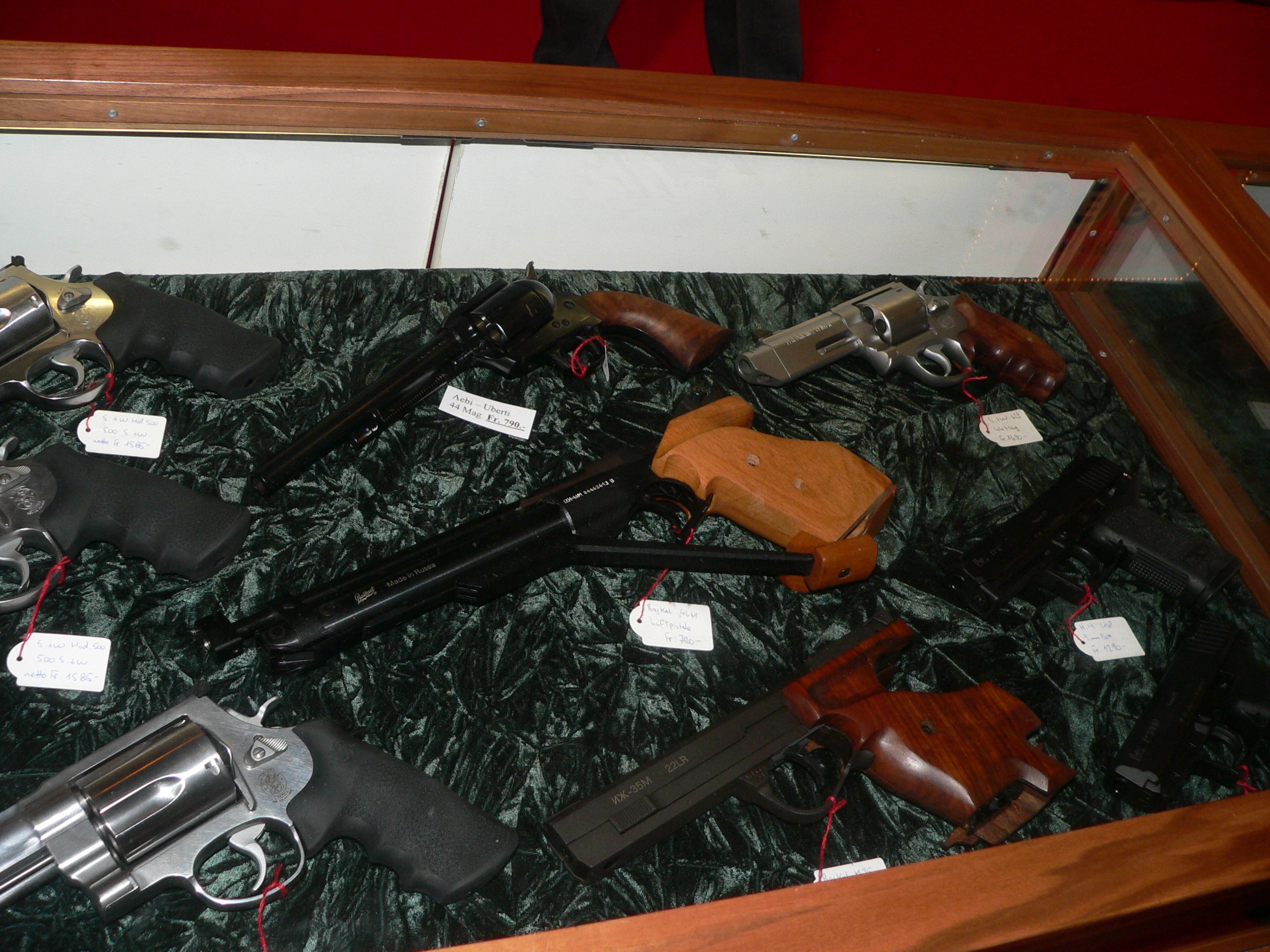

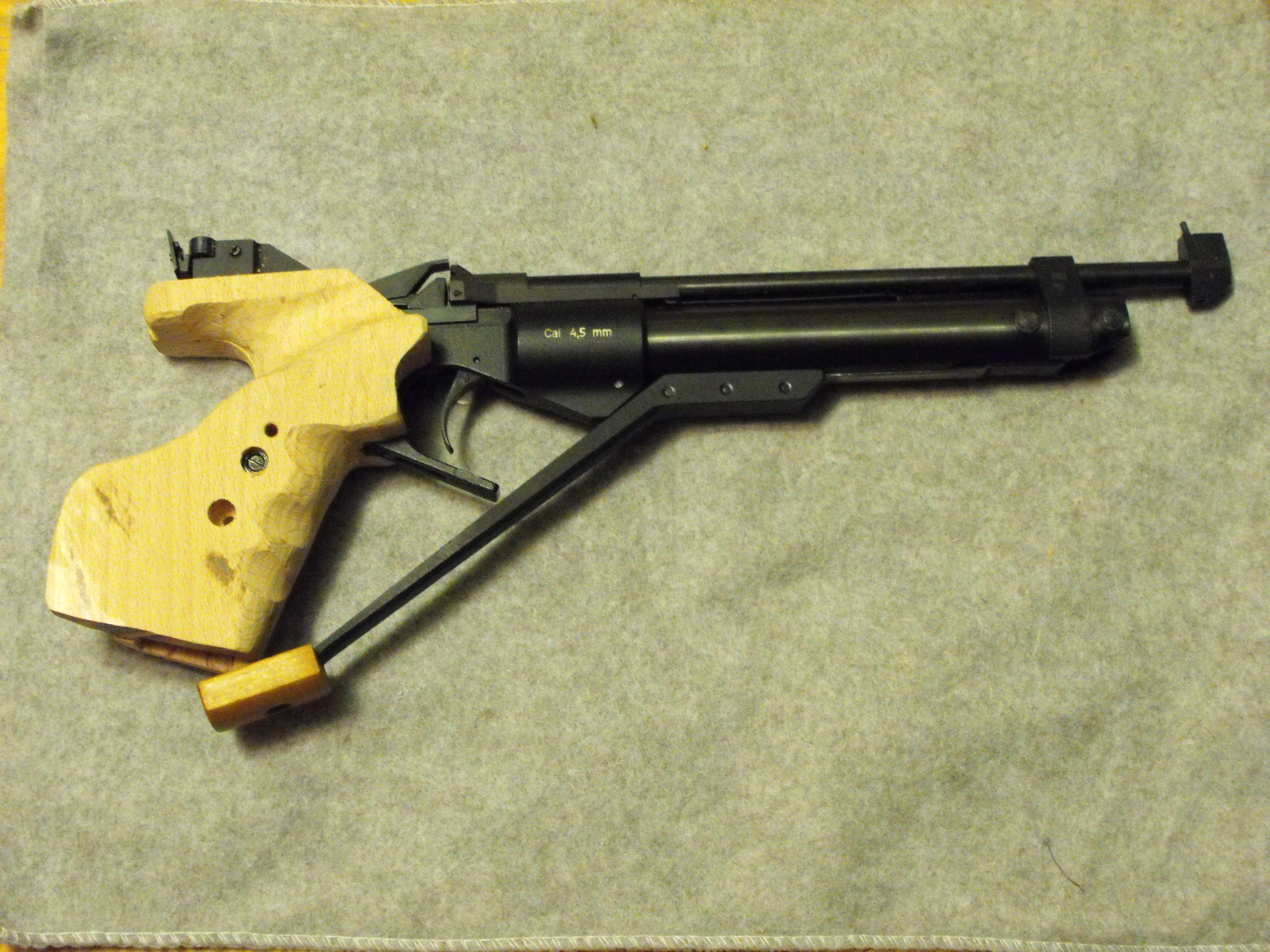

ИЖ-46 (с 2001г. MP-46M) — пневматический пистолет компрессионного типа для стрельбы по правилам Международного стрелкового союза- по неподвижной мишени на дистанции 10 метров. На счету этого оружия высшие награды, завоеванные на чемпионатах Мира и Европы. Отсутствие массивных подвижных частей обеспечивает высокую кучность стрельбы. Спусковой механизм с регулировкой положения спускового крючка, хода, усилия и характера спуска, ортопедическая рукоятка с регулируемым упором кисти. Микрометрический прицел с регулировкой целика по горизонтали и вертикали. Модификация ИЖ-46М и её современный вариант MP-46M имеют компрессор увеличенного объёма и повышенную начальную скорость пули.